# Alwa

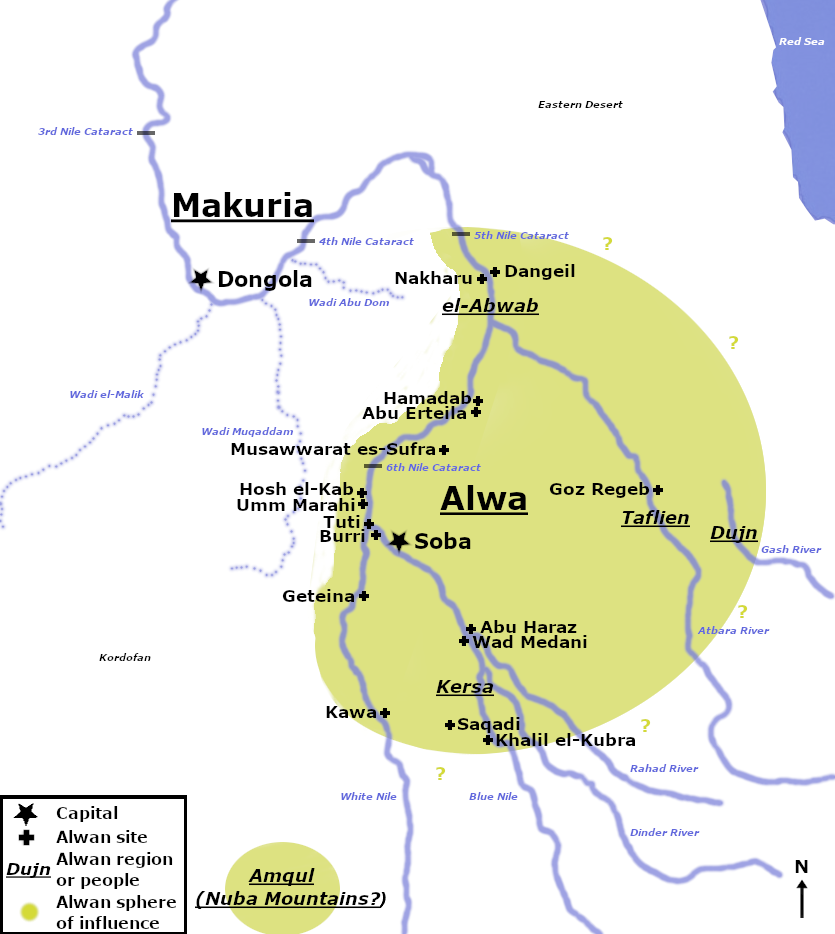
Alodias ungefähre Ausdehnung im 10. Jahrhundert

Alwa (auch Alodia, Alodien oder Aloda) war das südlichste der drei christlichen nubischen Königreiche und bestand von etwa 500 bis 1500 in Obernubien um den Zusammenfluss des Weißen und Blauen Nil im heutigen Sudan.
Die beiden anderen Reiche Nobatia und Makuria sind deutlich besser bekannt, da Unternubien archäologisch gut erforscht ist und diese Reiche im ständigen Kontakt zu den arabischen Nachbarn standen, aus deren Quellen einiges zu erfahren ist. Das Gebiet von Alwa ist dagegen archäologisch kaum erschlossen, und auch arabische Quellen berichten wenig von diesem Reich. Die Hauptstadt war Soba, einer der wenigen Orte von Alwa, an denen bisher archäologisch gegraben wurde.
Die Anfänge des Reiches liegen vollkommen im Dunkeln, doch war es zunächst heidnisch und ein Nachfolgestaat des meroitischen Reiches. Im 6. Jahrhundert trat der König von Alwa, wie byzantinische Quellen berichten, zum christlichen Glauben über. Nach Johannes von Ephesos hatten die Leute von Alwa erfahren, dass das Reich von Nobatia christianisiert worden sei. Der König von Alwa sandte einen Brief an den König von Nobatia und bat darum, sein Volk zu taufen und ihm die christliche Lehre beizubringen. Darauf reiste Longinus, der schon das Reich von Nobatia christianisiert hatte, in die Hauptstadt von Alwa und taufte dort den König und große Teile des Volkes.

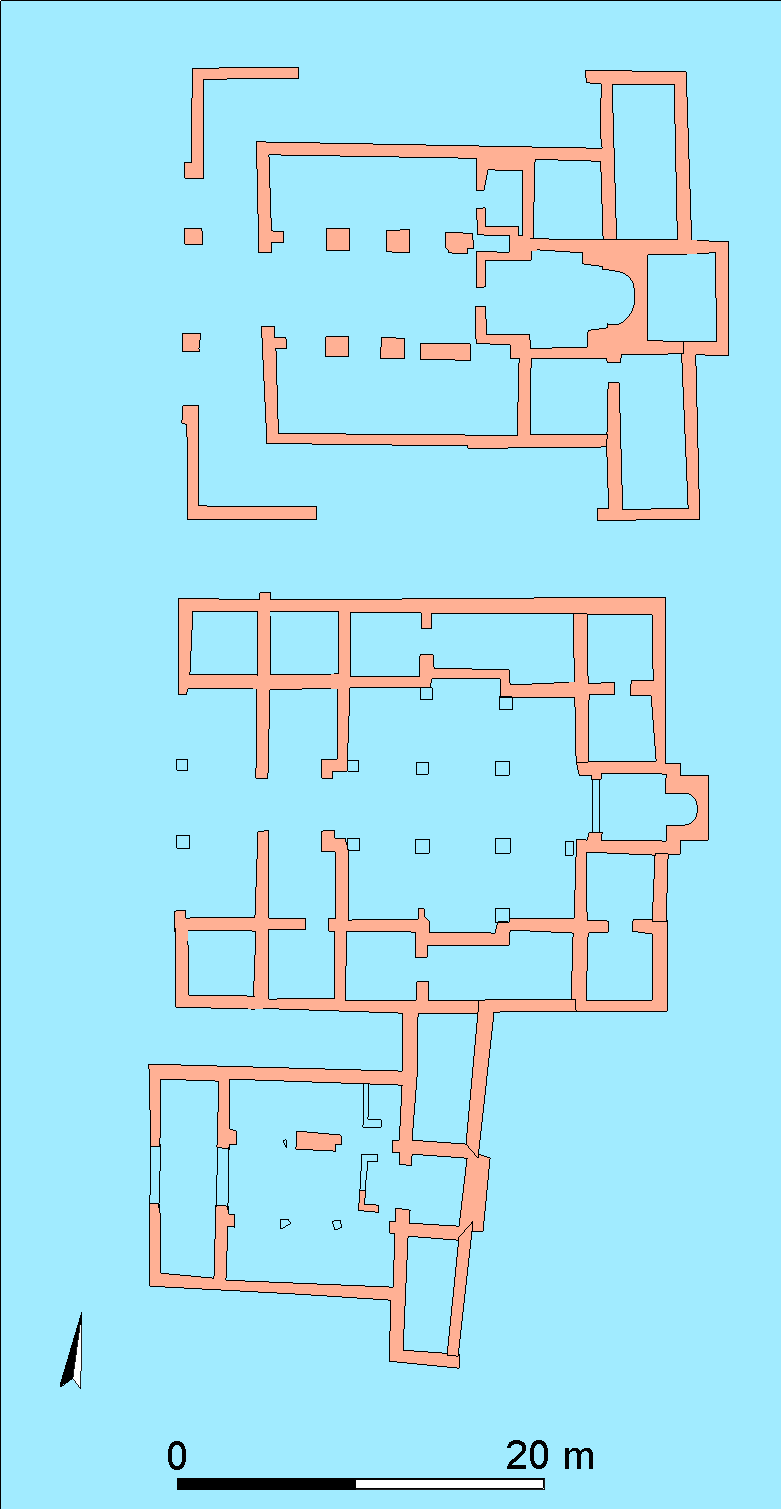
Grundriss des Kirchenkomplexes von Soba

Aus der Folgezeit sind nur wenig Namen von Königen oder Ereignisse überliefert. Immerhin stand das Reich in engem Kontakt zu Makuria, und die Familien der Könige beider Reiche scheinen zeitweise eng miteinander verwandt gewesen zu sein. Es gibt sogar Anzeichen, dass beide Reiche zumindest zeitweise von nur einem König regiert worden sind. Als Sprache ist eine besondere Form von Altnubisch bezeugt.
Die Nordgrenze des Reiches lag wohl etwas südlich vom fünften Nilkatarakt. Die Südausdehnung ist unbekannt. Die südlichste Kirche, die wohl zu Alwa zu rechnen ist, fand sich bei Saqadi, ungefähr 50 km westlich von Sannar. Im Gegensatz zu Makuria dürfte das Reich sich auch östlich und westlich des Nils erstreckt haben, da hier nicht nur Wüste zu finden ist.
Wann und wie Alodia genau unterging ist nicht eindeutig. Die zwei gängigsten Theorien sind, dass das Reich entweder von Arabern unter einem gewissen Abdallah Jammah, wahrscheinlich zum Ende des 15. Jahrhunderts, zerstört wurde, oder dass dies 1504 unter den Funj geschehen sein soll. Bei diesem Angriff soll Soba erobert worden sein, obwohl Ausgrabungen gezeigt haben, dass die Stadt damals schon weitgehend in Ruinen lag. Für das Jahr 1523 wird die Hauptstadt Soba von dem Reisenden David Reubeni als Stadt in Ruinen beschrieben. Für das Jahr 1540 ist eine nubische Delegation an den äthiopischen Hof bezeugt, die um Hilfe in Fragen christlicher Lehre bat. Diese Hilfe wurde jedoch nicht gewährt. Ob diese Delegation allerdings aus Alwa kam, ist unbekannt. Ein Nachfolgerstaat Alwas könnte das Königreich Fazughli gewesen sein.